# Мерсен-э-Во
Мерсен-э-Во (фр. Mercin-et-Vaux) — коммуна во Франции, находится в регионе Пикардия. Департамент коммуны — Эна. Входит в состав кантона Суасон-2. Округ коммуны — Суасон.
Код INSEE коммуны — 02477.

## Население
Население коммуны на 2010 год составляло 940 человек.
| 1962 | 1968 | 1975 | 1982 | 1990 | 1999 | 2010 |
| ---- | ---- | ---- | ---- | ---- | ---- | ---- |
| 625  | 827  | 880  | 919  | 876  | 919  | 940  |

## Экономика
В 2010 году среди 572 человек трудоспособного возраста (15—64 лет) 423 были экономически активными, 149 — неактивными (показатель активности — 74,0 %, в 1999 году было 69,3 %). Из 423 активных жителей работали 382 человека (204 мужчины и 178 женщин), безработных было 41 (23 мужчины и 18 женщин). Среди 149 неактивных 39 человек были учениками или студентами, 81 — пенсионерами, 29 были неактивными по другим причинам.